# John Brim
John Brim est un guitariste américain de Chicago blues, né le 10 avril 1922 à Hopkinsville dans le Kentucky, et mort le 1er octobre 2003 à Gary, Indiana.

## Biographie
Influencé par Big Bill Broonzy, Tampa Red et Big Maceo Merriweather, John Brim apprit la guitare à Indianapolis durant la Seconde Guerre mondiale. Il se produisit à Chicago après la guerre, accompagné par sa femme Grâce à la batterie et à l'harmonica. Dans les années 1950, il s'installa à Gary, Indiana, et perfectionna son style avec des figures importantes du Chicago blues, entre autres Muddy Waters et Little Walter.
Brim enregistra notamment pour les labels blues J.O.B. Records et Chess Records, mais certains de ses morceaux restèrent plusieurs années sans être édités ou ne furent jamais réalisés. Il a notamment créé Ice Cream Man qui fut repris par Van Halen (en 1978 sur leur premier album, Van Halen) et Martin Sexton (en 2001 sur le double album Live Wide Open), et Be Careful, repris par Jay Geils (en 1975 sur l'album Hotline),.
En 1994, il retourna en studio et le label Tone Cool Records édita l'album Ice Cream Man, qui fut nommé dans la catégorie meilleur album de blues traditionnel (« Best Traditional Blues Album of the Year ») aux Blues Music Awards (alors W.C. Handy Awards). Son dernier album, Jake's Blues, parut en 2000, un an après le décès de son épouse Grace.

## Discographie partielle

### Albums
- Whose Muddy Shoes, MCA/Chess, 1991
- Ice Cream Man, Tone Cool Records, 1994
- Jake's Blues, Anna Bea Records, 2000

### Compilations
- The Chronological John Brim - 1950-1953, Jazz Classics, 2004